# Phyllanthus ouveanus
Phyllanthus ouveanus là một loài thực vật có hoa trong họ Diệp hạ châu. Loài này được D�niker miêu tả khoa học đầu tiên năm 1931.